# Nikolaj Chochlov

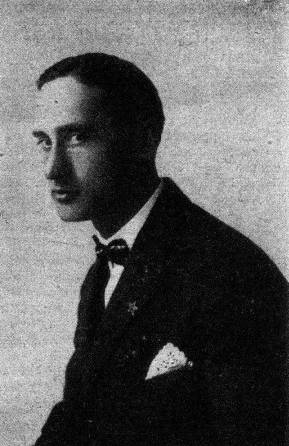
Nikolaj Chochlov

Nikolaj Ivanovitsj Chochlov (Russisch: Николай Иванович Хохлов) (Moskou, 1891 - aldaar, 1953) was een Russisch econoom, dichter en esperantist. 
Chochlov schreef gedichten in het esperanto. Zijn eerste gedicht publiceerde hij in 1910. Tijdens de woelingen van de Oktoberrevolutie verliet Chochlov zijn land en verbleef tien jaar in het buitenland, voornamelijk in Kroatië. In deze periode schreef hij teksten voor cabaret en verschenen zijn dichtbundel La Tajdo ("Het Tij") en de komedie La morto de la delegito de UEA ("De dood van de UEA-gedelegeerde"). In 1928 keerde Chochlov terug naar Moskou en zou vanaf die tijd geen eigen werk meer schrijven. Hij vertaalde verschillend werk uit het Engels, Russisch en Kroatisch resp. Servisch. Bovendien bleef Nikolaj Chochlov wel bijdragen aan verschillende tijdschriften met besprekingen en kritieken.
Na 1933 hield Chochlov geheel op met elke activiteit op het gebied van esperanto, waarschijnlijk als gevolg van de vervolgingen van esperantisten door Stalin. Hij overleefde de stalinistische zuiveringen in de jaren 30.

## Werk
- La morto de delegito de UEA ("De dood van de UEA-gedelegeerde"), komedie, Praag 1924.
- La Tajdo ("Het Tij"), dichtbundel, Leipzig 1928.
- Mia vojo ("Mijn weg"), gedichten en biografie, postuum, Samara 2005.

### Vertalingen
- Krucumo de Drozov ("De kruisiging van Drozov"), van: Aleksandr Joerjevitsj Drozdov, 1922
- Orientaj Fabeloj ("Oosterse fabels"), van: Vlas Dorošević, 1928
- La Morto de Danton ("De dood van Danton"), van: Aleksej Tolstoj, 1928
- Historio de la mondolingvo ("De geschiedenis van de wereldtaal"), van: Ernest Drezen

- Bibsys: 13045332
- Gemeinsame Normdatei: 12759406X
- International Standard Name Identifier: 0000 0000 1847 3691
- Nederlandse Thesaurus van Auteursnamen: 069893861
- Virtual International Authority File: 23167201
- WorldCat: E39PBJk8YDYvBjhtGBYVbyQ8YP